# Iglesia de San Martín (Musitu)
La iglesia de San Martín es un edificio situado en la localidad de Musitu, perteneciente al municipio español de Arraya-Maestu.

## Descripción
El edificio se encuentra en la localidad alavesa de Musitu, perteneciente al municipio español de Arraya-Maestu. Construido entre los siglos XI y XIII, está protegido bajo la categoría de «zona de presunción arqueológica». Se menciona como iglesia parroquial del lugar en el Diccionario geográfico-estadístico-histórico de España y sus posesiones de Ultramar de Pascual Madoz, donde se dice que a mediados del siglo XIX estaba «servida por un cura propio que dice segunda misa en Igoroin». Décadas después, ya en el siglo XX, Vicente Vera y López vuelve a reseñarla en el tomo de la Geografía general del País Vasco-Navarro dedicado a Álava con las siguientes palabras: «La parroquia es de categoría rural de segunda clase, dedicada á San Martín y pertenece al arciprestazgo de Maestu».
Los registros sacramentales de bautismos, matrimonios y decesos generados por la parroquia de San Martín desde el siglo XV hasta el final del XIX se conservan con los del resto de iglesias de la provincia en el Archivo Histórico Diocesano de Vitoria, donde pueden consultarse.